# أنتوني دسوزا
أنتوني دسوزا (بالإنجليزية: Anthony D'Souza) هو لاعب كرة قدم هندي، ولد في 2 مارس 1987 في Siolim ‏ في الهند. لعب مع سبورتينغ غوا ونادي بونه ونادي سالغاوكار.

## وصلات خارجية
- أنتوني دسوزا على موقع قاعدة بيانات كرة القدم.إي يو (الإنجليزية)
- أنتوني دسوزا على موقع Soccerway.com (الإنجليزية)